# روب إبستاين
روب إبستاين (بالإنجليزية: Rob Epstein)‏ هو كاتب ومنتج أفلام وكاتب سيناريو ومخرج أمريكي، ولد في 6 أبريل 1955 في نيوجيرسي في الولايات المتحدة.

## وصلات خارجية
- روب إبستاين على موقع IMDb (الإنجليزية)
- روب إبستاين على موقع روتن توميتوز (الإنجليزية)
- روب إبستاين على موقع ألو سيني (الفرنسية)
- روب إبستاين على موقع أول موفي (الإنجليزية)
- روب إبستاين على موقع قاعدة بيانات الأفلام السويدية (السويدية)
- روب إبستاين على موقع إن إن دي بي (الإنجليزية)
- روب إبستاين على موقع قاعدة بيانات الفيلم (الإنجليزية)
- روب إبستاين على موقع كينوبويسك (الروسية)